# Linda Andersen
Linda Andersen (Tønsberg, 15 juni 1969) is een Noors zeiler.
Andersen won de gouden medaille in 1992 in de Europe, de Europe was de eerste eenmansboot voor vrouwen.
Andersen was de Noorse vlaggendrager tijdens de openingsceremonie van de Olympische Zomerspelen 1996.

## Resultaten

### Wereldkampioenschappen
| Jaar | Plaats     | Resultaten |
| ---- | ---------- | ---------- |
| 1988 | Nieuwpoort | Europe     |
| 1989 |            | Europe     |

### Olympische Zomerspelen
| Jaar | Plaats    | Resultaten |
| ---- | --------- | ---------- |
| 1992 | Barcelona | Europe     |
| 1996 | Savannah  | 10e 470    |

1992: Linda Andersen ·
1996: Kristine Roug ·
2000: Shirley Robertson ·
2004: Siren Sundby